# Lonsee
Lonsee è un comune tedesco di 4 746 abitanti, situato nel land del Baden-Württemberg.